# Шосе крадіїв
«Шосе крадіїв» (англ. Thieves 'Highway) — чорно-білий фільм-нуар 1949 року, що знятий Жюлем Дассеном.

## Сюжет
Шофер Ніко Гаркос, ветеран війни, повертається додому і виявляє, що його батько, фермер і водій вантажівки, позбувся обох ніг. Він дізнається, що виною тому став крупний ділок з Сан-Франциско Майк Філья. За допомогою інших далекобійників і вуличної повії Ріки Гаркосу вдається помститися Філье і відновити честь сім'ї. Однак зв'язок з гангстерами не проходить для Ніко безслідно: він перетворюється на зловісного ділка, через що втрачає наречену.

## В ролях
- Річард Конте — Ніко Гаркос
- Валентіна Кортезе — Ріка
- Лі Джей Кобб — Майк Філья
- Барбара Лоуренс — Поллі Фейбер
- Джек Оукі — Жлоб
- Міллрад Мітчелл — Ед Кінні
- Джозеф Певні — Піт
- Морріс Карновськи — Янко Гаркос
- Тамара Шейн — Партія Гаркос